# Daisy Kaitano
Daisy Kaitano (20 de setembro de 1993) é uma futebolista zimbabuense que atua como meia. 

## Carreira
Daisy Kaitano fez parte do elenco da Seleção Zimbabuana de Futebol Feminino, nas Olimpíadas de 2016.